# 下井康史
下井 康史（しもい やすし、1963年 - ）は、日本の法学者。専門は行政法。千葉大学大学院専門法務研究科教授。元千葉大学副学長。総務省行政不服審査会委員、法務省司法試験考査委員。

## 人物・経歴
熊本県で労働法学者の下井隆史の子として生まれる。1987年北海道大学法学部卒業。1989年北海道大学大学院法学研究科修士課程修了。1994年北海道大学大学院法学研究科博士課程単位取得退学、北海道大学法学部助手。同年博士（法学）。1996年鹿児島大学法文学部助教授。2002年判例六法編集協力者。2003年新潟大学法学部助教授、総務省国地方係争処理委員会専門委員。2004年新潟大学大学院実務法学研究科助教授。2006年人事院災害補償研究会委員。2007年新潟大学大学院実務法学研究科教授、新潟市情報公開・個人情報保護審査会委員、上越市入札監視委員会委員長。2009年新潟市報公開制度運営審議会会長。2010年環境省レアメタルリサイクルに係る法制化検討会委員。2011年筑波大学大学院ビジネス科学研究科法曹専攻教授。2013年千葉大学大学院専門法務研究科教授、内閣府情報公開・個人情報保護審査会委員、衆議院内閣委員会参考人、千葉県政策法務アドバイザー。2014年千葉県情報公開審査会委員、千葉市個人情報保護審査会委員。2016年千葉県行政不服審査会会長、浦安市行政不服審査会会長 。2017年千葉大学副学長、千葉市政策法務アドバイザー。2023年法務省司法試験考査委員、司法試験予備試験考査委員、会計検査院退職手当審査会委員。2024年総務省行政不服審査会委員。